# Liste des planètes mineures (746001-747000)
Voici la liste des planètes mineures numérotées de 746001 à 747000. Les planètes mineures sont numérotées lorsque leur orbite est confirmée, ce qui peut parfois se produire longtemps après leur découverte. Elles sont classées ici par leur numéro.

## Planètes mineures 746001 à 747000
- (746001) 2011 QM102
- (746002) 2011 QS102
- (746003) 2011 QW102
- (746004) 2011 QG103
- (746005) 2011 QM103
- (746006) 2011 QT105
- (746007) 2011 QV107
- (746008) 2011 QE108
- (746009) 2011 QE110
- (746010) 2011 QY110
- (746011) 2011 QJ111
- (746012) 2011 QO111
- (746013) 2011 QH112
- (746014) 2011 QQ112
- (746015) 2011 RK
- (746016) 2011 RR3
- (746017) 2011 RO6
- (746018) 2011 RS6
- (746019) 2011 RY6
- (746020) 2011 RK7
- (746021) 2011 RK15
- (746022) 2011 RP16
- (746023) 2011 RL21
- (746024) 2011 RX21
- (746025) 2011 RF22
- (746026) 2011 RA24
- (746027) 2011 RL29
- (746028) 2011 RH31
- (746029) 2011 RK31
- (746030) 2011 RS31
- (746031) 2011 RT32
- (746032) 2011 RG40
- (746033) 2011 SB2
- (746034) 2011 SN2
- (746035) 2011 SX3
- (746036) 2011 SR6
- (746037) 2011 SE9
- (746038) 2011 SN11
- (746039) 2011 SR11
- (746040) 2011 SM12
- (746041) 2011 SE15
- (746042) 2011 SN15
- (746043) 2011 SG19
- (746044) 2011 SR21
- (746045) 2011 SF23
- (746046) 2011 SW30
- (746047) 2011 SK31
- (746048) 2011 SA33
- (746049) 2011 SK33
- (746050) 2011 SQ33
- (746051) 2011 SU33
- (746052) 2011 SJ42
- (746053) 2011 SS53
- (746054) 2011 ST53
- (746055) 2011 SK55
- (746056) 2011 SU55
- (746057) 2011 SV55
- (746058) 2011 SX56
- (746059) 2011 SL60
- (746060) 2011 SM62
- (746061) 2011 SQ64
- (746062) 2011 SJ67
- (746063) 2011 SA73
- (746064) 2011 SD75
- (746065) 2011 SL76
- (746066) 2011 SL77
- (746067) 2011 SP78
- (746068) 2011 SB80
- (746069) 2011 SZ81
- (746070) 2011 SK84
- (746071) 2011 SK87
- (746072) 2011 SD94
- (746073) 2011 SP94
- (746074) 2011 SR94
- (746075) 2011 SX95
- (746076) 2011 SM97
- (746077) 2011 SY99
- (746078) 2011 SB102
- (746079) 2011 SP103
- (746080) 2011 SV104
- (746081) 2011 SV105
- (746082) 2011 SZ105
- (746083) 2011 SN106
- (746084) 2011 SO114
- (746085) 2011 SH118
- (746086) 2011 SV118
- (746087) 2011 SE124
- (746088) 2011 SW125
- (746089) 2011 SR130
- (746090) 2011 SR140
- (746091) 2011 SS140
- (746092) 2011 SE141
- (746093) 2011 SU142
- (746094) 2011 SA145
- (746095) 2011 SY151
- (746096) 2011 SU155
- (746097) 2011 SH159
- (746098) 2011 SD160
- (746099) 2011 SO160
- (746100) 2011 SM162
- (746101) 2011 SF166
- (746102) 2011 SK167
- (746103) 2011 SG172
- (746104) 2011 SO172
- (746105) 2011 ST173
- (746106) 2011 SH174
- (746107) 2011 SL174
- (746108) 2011 SX179
- (746109) 2011 SV180
- (746110) 2011 SW185
- (746111) 2011 SD192
- (746112) 2011 SE192
- (746113) 2011 SD195
- (746114) 2011 SQ199
- (746115) 2011 SU200
- (746116) 2011 SW204
- (746117) 2011 SV206
- (746118) 2011 SS210
- (746119) 2011 SE214
- (746120) 2011 SH214
- (746121) 2011 SY220
- (746122) 2011 ST223
- (746123) 2011 SV224
- (746124) 2011 SD227
- (746125) 2011 SX231
- (746126) 2011 SX234
- (746127) 2011 SS237
- (746128) 2011 SQ239
- (746129) 2011 SD249
- (746130) 2011 SL249
- (746131) 2011 SR252
- (746132) 2011 ST252
- (746133) 2011 SJ257
- (746134) 2011 SQ259
- (746135) 2011 SC261
- (746136) 2011 SS261
- (746137) 2011 SB262
- (746138) 2011 SH262
- (746139) 2011 SV262
- (746140) 2011 SA266
- (746141) 2011 SD273
- (746142) 2011 SY278
- (746143) 2011 SV280
- (746144) 2011 SX280
- (746145) 2011 SC282
- (746146) 2011 SA283
- (746147) 2011 SF283
- (746148) 2011 SK283
- (746149) 2011 SN283
- (746150) 2011 SS283
- (746151) 2011 ST283
- (746152) 2011 SB284
- (746153) 2011 SV284
- (746154) 2011 SZ284
- (746155) 2011 SA285
- (746156) 2011 SU285
- (746157) 2011 SC286
- (746158) 2011 SD286
- (746159) 2011 SH286
- (746160) 2011 SW286
- (746161) 2011 SE287
- (746162) 2011 SB288
- (746163) 2011 SN288
- (746164) 2011 SC290
- (746165) 2011 SR290
- (746166) 2011 ST291
- (746167) 2011 SG292
- (746168) 2011 SF296
- (746169) 2011 SX298
- (746170) 2011 SD302
- (746171) 2011 SO302
- (746172) 2011 SN304
- (746173) 2011 SU304
- (746174) 2011 SD310
- (746175) 2011 SY310
- (746176) 2011 SU317
- (746177) 2011 SC318
- (746178) 2011 SG318
- (746179) 2011 SD319
- (746180) 2011 SD321
- (746181) 2011 ST321
- (746182) 2011 SE322
- (746183) 2011 SR322
- (746184) 2011 SS323
- (746185) 2011 SZ323
- (746186) 2011 SJ324
- (746187) 2011 ST324
- (746188) 2011 SW324
- (746189) 2011 SL335
- (746190) 2011 TG2
- (746191) 2011 TV2
- (746192) 2011 TC4
- (746193) 2011 TN6
- (746194) 2011 TR8
- (746195) 2011 TX10
- (746196) 2011 TU11
- (746197) 2011 TR15
- (746198) 2011 TM17
- (746199) 2011 TO18
- (746200) 2011 TU18
- (746201) 2011 US
- (746202) 2011 UH4
- (746203) 2011 UL9
- (746204) 2011 UW11
- (746205) 2011 UA14
- (746206) 2011 UM15
- (746207) 2011 UU16
- (746208) 2011 UZ17
- (746209) 2011 UB19
- (746210) 2011 UE20
- (746211) 2011 UY20
- (746212) 2011 UT22
- (746213) 2011 UO23
- (746214) 2011 UU23
- (746215) 2011 UP24
- (746216) 2011 UC27
- (746217) 2011 UQ27
- (746218) 2011 US27
- (746219) 2011 UZ27
- (746220) 2011 UV29
- (746221) 2011 UG31
- (746222) 2011 UM31
- (746223) 2011 UW31
- (746224) 2011 UX34
- (746225) 2011 UU37
- (746226) 2011 UJ38
- (746227) 2011 UC40
- (746228) 2011 UY40
- (746229) 2011 UZ42
- (746230) 2011 UY43
- (746231) 2011 UE51
- (746232) 2011 UP53
- (746233) 2011 UT56
- (746234) 2011 UH58
- (746235) 2011 UY65
- (746236) 2011 UT66
- (746237) 2011 UE70
- (746238) 2011 UP70
- (746239) 2011 UR70
- (746240) 2011 UU72
- (746241) 2011 UW77
- (746242) 2011 UX91
- (746243) 2011 UH94
- (746244) 2011 UO96
- (746245) 2011 UZ96
- (746246) 2011 UG99
- (746247) 2011 UW99
- (746248) 2011 UZ100
- (746249) 2011 UG101
- (746250) 2011 UE104
- (746251) 2011 UN104
- (746252) 2011 UY107
- (746253) 2011 UM109
- (746254) 2011 UR109
- (746255) 2011 UE110
- (746256) 2011 UN112
- (746257) 2011 US113
- (746258) 2011 UT117
- (746259) 2011 UE118
- (746260) 2011 UW118
- (746261) 2011 UT124
- (746262) 2011 UA125
- (746263) 2011 UX127
- (746264) 2011 UK131
- (746265) 2011 UP131
- (746266) 2011 UN132
- (746267) 2011 UB135
- (746268) 2011 US135
- (746269) 2011 UO136
- (746270) 2011 UX137
- (746271) 2011 UK138
- (746272) 2011 UJ140
- (746273) 2011 UH144
- (746274) 2011 UB146
- (746275) 2011 UB147
- (746276) 2011 UE149
- (746277) 2011 UB150
- (746278) 2011 UT150
- (746279) 2011 UJ151
- (746280) 2011 UX156
- (746281) 2011 US160
- (746282) 2011 UN163
- (746283) 2011 UA164
- (746284) 2011 UB165
- (746285) 2011 UW169
- (746286) 2011 UU171
- (746287) 2011 UX171
- (746288) 2011 UL175
- (746289) 2011 UT180
- (746290) 2011 UZ183
- (746291) 2011 UH203
- (746292) 2011 UK204
- (746293) 2011 UK206
- (746294) 2011 UN206
- (746295) 2011 UY208
- (746296) 2011 UH211
- (746297) 2011 UZ211
- (746298) 2011 UL217
- (746299) 2011 UO217
- (746300) 2011 US218
- (746301) 2011 UY220
- (746302) 2011 UP225
- (746303) 2011 UK226
- (746304) 2011 UD230
- (746305) 2011 UO230
- (746306) 2011 UV230
- (746307) 2011 UD233
- (746308) 2011 UP234
- (746309) 2011 UK236
- (746310) 2011 UQ236
- (746311) 2011 UK238
- (746312) 2011 UT240
- (746313) 2011 UV242
- (746314) 2011 UA244
- (746315) 2011 UJ249
- (746316) 2011 UK251
- (746317) 2011 UT253
- (746318) 2011 UC256
- (746319) 2011 US256
- (746320) 2011 UU258
- (746321) 2011 UG262
- (746322) 2011 UW265
- (746323) 2011 UC269
- (746324) 2011 UC270
- (746325) 2011 UA275
- (746326) 2011 UU277
- (746327) 2011 UW278
- (746328) 2011 UP279
- (746329) 2011 UX279
- (746330) 2011 UE280
- (746331) 2011 UR285
- (746332) 2011 UB287
- (746333) 2011 UC292
- (746334) 2011 UU292
- (746335) 2011 UZ292
- (746336) 2011 UG298
- (746337) 2011 US300
- (746338) 2011 UD301
- (746339) 2011 UM302
- (746340) 2011 UQ311
- (746341) 2011 UT312
- (746342) 2011 UC313
- (746343) 2011 UV318
- (746344) 2011 UZ319
- (746345) 2011 UQ322
- (746346) 2011 UV324
- (746347) 2011 UB332
- (746348) 2011 UL332
- (746349) 2011 UY333
- (746350) 2011 UL336
- (746351) 2011 UK339
- (746352) 2011 UZ339
- (746353) 2011 UK341
- (746354) 2011 UL349
- (746355) 2011 UL350
- (746356) 2011 UF353
- (746357) 2011 UN354
- (746358) 2011 UF355
- (746359) 2011 UQ355
- (746360) 2011 UV355
- (746361) 2011 UZ360
- (746362) 2011 UN361
- (746363) 2011 UM362
- (746364) 2011 UT362
- (746365) 2011 UB365
- (746366) 2011 UE366
- (746367) 2011 UL373
- (746368) 2011 UU373
- (746369) 2011 UZ373
- (746370) 2011 UJ374
- (746371) 2011 UJ375
- (746372) 2011 UR380
- (746373) 2011 UJ381
- (746374) 2011 UR389
- (746375) 2011 UJ390
- (746376) 2011 UX392
- (746377) 2011 UJ395
- (746378) 2011 UE396
- (746379) 2011 UV397
- (746380) 2011 UX400
- (746381) 2011 US403
- (746382) 2011 UQ405
- (746383) 2011 UJ407
- (746384) 2011 UF415
- (746385) 2011 UV415
- (746386) 2011 UA416
- (746387) 2011 UP416
- (746388) 2011 US416
- (746389) 2011 UT417
- (746390) 2011 UC418
- (746391) 2011 UV418
- (746392) 2011 UA421
- (746393) 2011 UL421
- (746394) 2011 UM421
- (746395) 2011 US421
- (746396) 2011 UD422
- (746397) 2011 UK422
- (746398) 2011 UC423
- (746399) 2011 UD423
- (746400) 2011 UL423
- (746401) 2011 UC424
- (746402) 2011 UJ424
- (746403) 2011 UG425
- (746404) 2011 UB427
- (746405) 2011 UE427
- (746406) 2011 UF428
- (746407) 2011 UP433
- (746408) 2011 UZ433
- (746409) 2011 UD434
- (746410) 2011 UH434
- (746411) 2011 UK434
- (746412) 2011 UU434
- (746413) 2011 UV434
- (746414) 2011 UF436
- (746415) 2011 UP436
- (746416) 2011 UT436
- (746417) 2011 UA437
- (746418) 2011 UG437
- (746419) 2011 UO440
- (746420) 2011 UH441
- (746421) 2011 UV445
- (746422) 2011 UB450
- (746423) 2011 UQ453
- (746424) 2011 UO456
- (746425) 2011 UT462
- (746426) 2011 UY462
- (746427) 2011 UM464
- (746428) 2011 UP467
- (746429) 2011 UL468
- (746430) 2011 UB485
- (746431) 2011 UK488
- (746432) 2011 VC
- (746433) 2011 VN2
- (746434) 2011 VU4
- (746435) 2011 VB10
- (746436) 2011 VP11
- (746437) 2011 VP24
- (746438) 2011 VZ25
- (746439) 2011 VD26
- (746440) 2011 VE26
- (746441) 2011 VH26
- (746442) 2011 VD29
- (746443) 2011 VH29
- (746444) 2011 VK29
- (746445) 2011 VP29
- (746446) 2011 VZ29
- (746447) 2011 VA30
- (746448) 2011 VJ32
- (746449) 2011 VK32
- (746450) 2011 VQ32
- (746451) 2011 VU33
- (746452) 2011 WV
- (746453) 2011 WK3
- (746454) 2011 WT4
- (746455) 2011 WW9
- (746456) 2011 WQ10
- (746457) 2011 WJ17
- (746458) 2011 WE20
- (746459) 2011 WY26
- (746460) 2011 WJ27
- (746461) 2011 WF29
- (746462) 2011 WJ29
- (746463) 2011 WP29
- (746464) 2011 WH30
- (746465) 2011 WW30
- (746466) 2011 WD33
- (746467) 2011 WT34
- (746468) 2011 WJ41
- (746469) 2011 WU41
- (746470) 2011 WK42
- (746471) 2011 WM43
- (746472) 2011 WN43
- (746473) 2011 WX44
- (746474) 2011 WS52
- (746475) 2011 WK56
- (746476) 2011 WD57
- (746477) 2011 WY58
- (746478) 2011 WZ62
- (746479) 2011 WK63
- (746480) 2011 WY65
- (746481) 2011 WS70
- (746482) 2011 WM74
- (746483) 2011 WD78
- (746484) 2011 WW79
- (746485) 2011 WD82
- (746486) 2011 WK87
- (746487) 2011 WK94
- (746488) 2011 WN95
- (746489) 2011 WY106
- (746490) 2011 WG109
- (746491) 2011 WA111
- (746492) 2011 WS117
- (746493) 2011 WR120
- (746494) 2011 WU122
- (746495) 2011 WU128
- (746496) 2011 WB132
- (746497) 2011 WT134
- (746498) 2011 WJ137
- (746499) 2011 WP139
- (746500) 2011 WG141
- (746501) 2011 WV142
- (746502) 2011 WD150
- (746503) 2011 WN150
- (746504) 2011 WR151
- (746505) 2011 WW151
- (746506) 2011 WZ151
- (746507) 2011 WC152
- (746508) 2011 WD153
- (746509) 2011 WP154
- (746510) 2011 WW156
- (746511) 2011 WD158
- (746512) 2011 WB160
- (746513) 2011 WE160
- (746514) 2011 WY160
- (746515) 2011 WZ160
- (746516) 2011 WA161
- (746517) 2011 WN161
- (746518) 2011 WS162
- (746519) 2011 WQ163
- (746520) 2011 WX165
- (746521) 2011 WN166
- (746522) 2011 WS166
- (746523) 2011 WU166
- (746524) 2011 WM167
- (746525) 2011 WX171
- (746526) 2011 WJ175
- (746527) 2011 WO177
- (746528) 2011 WT177
- (746529) 2011 XP6
- (746530) 2011 YH5
- (746531) 2011 YA6
- (746532) 2011 YG18
- (746533) 2011 YS24
- (746534) 2011 YK25
- (746535) 2011 YS29
- (746536) 2011 YO30
- (746537) 2011 YK31
- (746538) 2011 YS39
- (746539) 2011 YW39
- (746540) 2011 YX48
- (746541) 2011 YO49
- (746542) 2011 YW52
- (746543) 2011 YJ53
- (746544) 2011 YL53
- (746545) 2011 YU53
- (746546) 2011 YQ60
- (746547) 2011 YN63
- (746548) 2011 YL65
- (746549) 2011 YH66
- (746550) 2011 YM67
- (746551) 2011 YF72
- (746552) 2011 YL80
- (746553) 2011 YP81
- (746554) 2011 YG82
- (746555) 2011 YQ82
- (746556) 2011 YU82
- (746557) 2011 YJ83
- (746558) 2011 YX83
- (746559) 2011 YC84
- (746560) 2011 YN84
- (746561) 2011 YQ86
- (746562) 2011 YE87
- (746563) 2011 YG87
- (746564) 2011 YW88
- (746565) 2011 YC90
- (746566) 2011 YG90
- (746567) 2011 YQ90
- (746568) 2011 YG91
- (746569) 2011 YA98
- (746570) 2012 AL4
- (746571) 2012 AB8
- (746572) 2012 AC12
- (746573) 2012 AL19
- (746574) 2012 AT19
- (746575) 2012 AQ26
- (746576) 2012 AT26
- (746577) 2012 AX26
- (746578) 2012 AB27
- (746579) 2012 AK27
- (746580) 2012 AM27
- (746581) 2012 AV27
- (746582) 2012 AL30
- (746583) 2012 AZ31
- (746584) 2012 AX36
- (746585) 2012 BU4
- (746586) 2012 BE5
- (746587) 2012 BZ7
- (746588) 2012 BT18
- (746589) 2012 BV18
- (746590) 2012 BF25
- (746591) 2012 BZ26
- (746592) 2012 BA29
- (746593) 2012 BG34
- (746594) 2012 BB40
- (746595) 2012 BU42
- (746596) 2012 BW51
- (746597) 2012 BV75
- (746598) 2012 BA81
- (746599) 2012 BT82
- (746600) 2012 BX84
- (746601) 2012 BK90
- (746602) 2012 BA92
- (746603) 2012 BN99
- (746604) 2012 BF101
- (746605) 2012 BC103
- (746606) 2012 BS103
- (746607) 2012 BZ103
- (746608) 2012 BA104
- (746609) 2012 BK104
- (746610) 2012 BC105
- (746611) 2012 BV106
- (746612) 2012 BK109
- (746613) 2012 BL110
- (746614) 2012 BA118
- (746615) 2012 BC127
- (746616) 2012 BT129
- (746617) 2012 BW130
- (746618) 2012 BT131
- (746619) 2012 BC132
- (746620) 2012 BG134
- (746621) 2012 BR134
- (746622) 2012 BT135
- (746623) 2012 BL146
- (746624) 2012 BY147
- (746625) 2012 BE149
- (746626) 2012 BG151
- (746627) 2012 BG156
- (746628) 2012 BN156
- (746629) 2012 BY159
- (746630) 2012 BD160
- (746631) 2012 BO160
- (746632) 2012 BV160
- (746633) 2012 BH161
- (746634) 2012 BT161
- (746635) 2012 BC162
- (746636) 2012 BL162
- (746637) 2012 BA163
- (746638) 2012 BW163
- (746639) 2012 BY163
- (746640) 2012 BR166
- (746641) 2012 BX166
- (746642) 2012 BR167
- (746643) 2012 BV167
- (746644) 2012 BJ169
- (746645) 2012 BP169
- (746646) 2012 BD171
- (746647) 2012 BL171
- (746648) 2012 BG177
- (746649) 2012 BQ183
- (746650) 2012 BC184
- (746651) 2012 CJ2
- (746652) 2012 CB15
- (746653) 2012 CS19
- (746654) 2012 CV19
- (746655) 2012 CF26
- (746656) 2012 CS28
- (746657) 2012 CG32
- (746658) 2012 CM35
- (746659) 2012 CV41
- (746660) 2012 CQ42
- (746661) 2012 CT43
- (746662) 2012 CQ48
- (746663) 2012 CS48
- (746664) 2012 CE49
- (746665) 2012 CS50
- (746666) 2012 CC54
- (746667) 2012 CQ59
- (746668) 2012 CY59
- (746669) 2012 CF60
- (746670) 2012 CN60
- (746671) 2012 CQ60
- (746672) 2012 CU60
- (746673) 2012 CW60
- (746674) 2012 CX60
- (746675) 2012 CA61
- (746676) 2012 CK61
- (746677) 2012 CB63
- (746678) 2012 CC63
- (746679) 2012 CE63
- (746680) 2012 CJ63
- (746681) 2012 CM63
- (746682) 2012 CO64
- (746683) 2012 CE65
- (746684) 2012 CF68
- (746685) 2012 CA69
- (746686) 2012 DE1
- (746687) 2012 DJ1
- (746688) 2012 DX3
- (746689) 2012 DW4
- (746690) 2012 DX4
- (746691) 2012 DJ7
- (746692) 2012 DU10
- (746693) 2012 DP14
- (746694) 2012 DA16
- (746695) 2012 DS17
- (746696) 2012 DY18
- (746697) 2012 DB19
- (746698) 2012 DT19
- (746699) 2012 DK21
- (746700) 2012 DO26
- (746701) 2012 DB28
- (746702) 2012 DR34
- (746703) 2012 DC36
- (746704) 2012 DH36
- (746705) 2012 DA40
- (746706) 2012 DQ42
- (746707) 2012 DJ45
- (746708) 2012 DY47
- (746709) 2012 DC49
- (746710) 2012 DB51
- (746711) 2012 DP55
- (746712) 2012 DW56
- (746713) 2012 DY61
- (746714) 2012 DD62
- (746715) 2012 DC67
- (746716) 2012 DO72
- (746717) 2012 DN74
- (746718) 2012 DQ76
- (746719) 2012 DH86
- (746720) 2012 DR86
- (746721) 2012 DT86
- (746722) 2012 DF98
- (746723) 2012 DR99
- (746724) 2012 DH101
- (746725) 2012 DK101
- (746726) 2012 DY106
- (746727) 2012 DF107
- (746728) 2012 DG108
- (746729) 2012 DJ108
- (746730) 2012 DU108
- (746731) 2012 DL109
- (746732) 2012 DS110
- (746733) 2012 DU111
- (746734) 2012 DW111
- (746735) 2012 DA112
- (746736) 2012 DH112
- (746737) 2012 DF114
- (746738) 2012 DP114
- (746739) 2012 DG115
- (746740) 2012 DV117
- (746741) 2012 DE118
- (746742) 2012 DR127
- (746743) 2012 EG2
- (746744) 2012 EJ3
- (746745) 2012 EH10
- (746746) 2012 EV11
- (746747) 2012 ET12
- (746748) 2012 EH14
- (746749) 2012 EF15
- (746750) 2012 EM17
- (746751) 2012 EH20
- (746752) 2012 EJ20
- (746753) 2012 EK20
- (746754) 2012 EW20
- (746755) 2012 EA21
- (746756) 2012 EE21
- (746757) 2012 EQ22
- (746758) 2012 ER26
- (746759) 2012 ES28
- (746760) 2012 ED32
- (746761) 2012 FK
- (746762) 2012 FG3
- (746763) 2012 FA6
- (746764) 2012 FD7
- (746765) 2012 FT9
- (746766) 2012 FE10
- (746767) 2012 FE11
- (746768) 2012 FW12
- (746769) 2012 FJ24
- (746770) 2012 FT28
- (746771) 2012 FC30
- (746772) 2012 FY30
- (746773) 2012 FT33
- (746774) 2012 FB37
- (746775) 2012 FT37
- (746776) 2012 FX37
- (746777) 2012 FF39
- (746778) 2012 FQ43
- (746779) 2012 FO44
- (746780) 2012 FE45
- (746781) 2012 FB48
- (746782) 2012 FS54
- (746783) 2012 FX55
- (746784) 2012 FU58
- (746785) 2012 FB59
- (746786) 2012 FT61
- (746787) 2012 FW62
- (746788) 2012 FX71
- (746789) 2012 FN72
- (746790) 2012 FK75
- (746791) 2012 FO76
- (746792) 2012 FN80
- (746793) 2012 FJ85
- (746794) 2012 FX85
- (746795) 2012 FC87
- (746796) 2012 FO87
- (746797) 2012 FF88
- (746798) 2012 FG88
- (746799) 2012 FH88
- (746800) 2012 FM88
- (746801) 2012 FZ88
- (746802) 2012 FA89
- (746803) 2012 FC90
- (746804) 2012 FF90
- (746805) 2012 FL90
- (746806) 2012 FN90
- (746807) 2012 FJ93
- (746808) 2012 FL93
- (746809) 2012 FV93
- (746810) 2012 FW93
- (746811) 2012 FT94
- (746812) 2012 FV94
- (746813) 2012 FX94
- (746814) 2012 FH95
- (746815) 2012 FH96
- (746816) 2012 FD98
- (746817) 2012 FZ98
- (746818) 2012 FD101
- (746819) 2012 FH101
- (746820) 2012 FU103
- (746821) 2012 FO112
- (746822) 2012 FP116
- (746823) 2012 GG2
- (746824) 2012 GF7
- (746825) 2012 GG10
- (746826) 2012 GA15
- (746827) 2012 GO16
- (746828) 2012 GY16
- (746829) 2012 GY18
- (746830) 2012 GO19
- (746831) 2012 GF21
- (746832) 2012 GK21
- (746833) 2012 GV22
- (746834) 2012 GR30
- (746835) 2012 GO35
- (746836) 2012 GK42
- (746837) 2012 GP42
- (746838) 2012 GQ42
- (746839) 2012 GJ44
- (746840) 2012 GL44
- (746841) 2012 GC45
- (746842) 2012 GD45
- (746843) 2012 GL45
- (746844) 2012 GQ45
- (746845) 2012 GD47
- (746846) 2012 GJ49
- (746847) 2012 GB50
- (746848) 2012 GZ52
- (746849) 2012 HJ1
- (746850) 2012 HC2
- (746851) 2012 HH7
- (746852) 2012 HD10
- (746853) 2012 HL10
- (746854) 2012 HB13
- (746855) 2012 HZ16
- (746856) 2012 HT19
- (746857) 2012 HB24
- (746858) 2012 HM24
- (746859) 2012 HP25
- (746860) 2012 HH26
- (746861) 2012 HC29
- (746862) 2012 HQ33
- (746863) 2012 HG35
- (746864) 2012 HS37
- (746865) 2012 HR43
- (746866) 2012 HY46
- (746867) 2012 HX47
- (746868) 2012 HG52
- (746869) 2012 HW53
- (746870) 2012 HG58
- (746871) 2012 HC65
- (746872) 2012 HK70
- (746873) 2012 HL74
- (746874) 2012 HS76
- (746875) 2012 HE88
- (746876) 2012 HF88
- (746877) 2012 HS88
- (746878) 2012 HV88
- (746879) 2012 HM89
- (746880) 2012 HW90
- (746881) 2012 HJ91
- (746882) 2012 HU93
- (746883) 2012 HW93
- (746884) 2012 HA94
- (746885) 2012 HE94
- (746886) 2012 HY94
- (746887) 2012 HT95
- (746888) 2012 HB96
- (746889) 2012 HS96
- (746890) 2012 HU96
- (746891) 2012 HN98
- (746892) 2012 HW98
- (746893) 2012 HE99
- (746894) 2012 HE100
- (746895) 2012 HZ100
- (746896) 2012 HF101
- (746897) 2012 HP102
- (746898) 2012 HE103
- (746899) 2012 HX106
- (746900) 2012 HZ112
- (746901) 2012 JP1
- (746902) 2012 JS1
- (746903) 2012 JO5
- (746904) 2012 JR5
- (746905) 2012 JG8
- (746906) 2012 JV8
- (746907) 2012 JL9
- (746908) 2012 JG13
- (746909) 2012 JP22
- (746910) 2012 JQ24
- (746911) 2012 JW25
- (746912) 2012 JO27
- (746913) 2012 JX37
- (746914) 2012 JU38
- (746915) 2012 JF42
- (746916) 2012 JO45
- (746917) 2012 JX48
- (746918) 2012 JD51
- (746919) 2012 JT54
- (746920) 2012 JV54
- (746921) 2012 JC56
- (746922) 2012 JQ56
- (746923) 2012 JY56
- (746924) 2012 JG62
- (746925) 2012 JV66
- (746926) 2012 JG68
- (746927) 2012 JT69
- (746928) 2012 JU69
- (746929) 2012 JU70
- (746930) 2012 JG73
- (746931) 2012 KZ2
- (746932) 2012 KC3
- (746933) 2012 KB5
- (746934) 2012 KD5
- (746935) 2012 KG7
- (746936) 2012 KZ7
- (746937) 2012 KX11
- (746938) 2012 KM17
- (746939) 2012 KC20
- (746940) 2012 KB21
- (746941) 2012 KG23
- (746942) 2012 KN23
- (746943) 2012 KP32
- (746944) 2012 KG34
- (746945) 2012 KK39
- (746946) 2012 KK42
- (746947) 2012 KO44
- (746948) 2012 KK45
- (746949) 2012 KQ48
- (746950) 2012 KO49
- (746951) 2012 KD50
- (746952) 2012 KM52
- (746953) 2012 KB53
- (746954) 2012 KG53
- (746955) 2012 KJ53
- (746956) 2012 KL53
- (746957) 2012 KQ53
- (746958) 2012 KL56
- (746959) 2012 KN56
- (746960) 2012 KT56
- (746961) 2012 KX56
- (746962) 2012 KF57
- (746963) 2012 KM57
- (746964) 2012 KG58
- (746965) 2012 KS58
- (746966) 2012 KW58
- (746967) 2012 KA59
- (746968) 2012 KJ59
- (746969) 2012 KE62
- (746970) 2012 LF1
- (746971) 2012 LR8
- (746972) 2012 LV8
- (746973) 2012 LR9
- (746974) 2012 LP10
- (746975) 2012 LB14
- (746976) 2012 LN16
- (746977) 2012 LJ19
- (746978) 2012 LF21
- (746979) 2012 LS25
- (746980) 2012 LL27
- (746981) 2012 LX27
- (746982) 2012 LK29
- (746983) 2012 LN29
- (746984) 2012 LW29
- (746985) 2012 LE30
- (746986) 2012 LB31
- (746987) 2012 MU7
- (746988) 2012 MA8
- (746989) 2012 MP9
- (746990) 2012 MQ9
- (746991) 2012 ME11
- (746992) 2012 MX11
- (746993) 2012 MJ13
- (746994) 2012 MM13
- (746995) 2012 MX16
- (746996) 2012 MF17
- (746997) 2012 ML17
- (746998) 2012 MV17
- (746999) 2012 MW17
- (747000) 2012 MC18